# Мацуда, Такаси
Барон Такаси Мацуда (яп. 益田 孝 12 ноября 1848 – 28 декабря 1938) – японский промышленник, инвестор и коллекционер произведений искусства. Мацуда был выдающимся предпринимателем в эпоху Мэйдзи, Тайсё и раннего периода Сёва в Японии, отвечая за преобразование Мицуи в дзайбацу путем создания торговой компании Mitsui Bussan. Он также основал газету Chugai Shōgyō Shimpō (中外 的業 新 報), которая позже была переименована в Нихон кэйдзай симбун.

## Биография
Мацуда родился на острове Садо, на территории нынешней префектуры Ниигата.
Его отец был чиновником сёгуната Токугава, выполняя обязанности градоначальника (Хакодатэ бугё). Предки Мацуда в течение нескольких поколений работали в магистрате Садо. Отец Мацуды стал Хакодатэ бугё, который был представителем центрального правительства в региональной магистратуре. Его позиция заключалась в работе с иностранцами и внешней торговлей, поскольку политика национальной изоляции сакоку закончилась в период Бакумацу. В этот период в Зенпуку-дзи в Адзабу базировалось Генеральное консульство США Таунсенда Харриса. Такаси Мацуда работал там переводчиком в возрасте 14 лет.
Мацуда был в числе делегации во время Второго посольства Японии в Европу (также называемое миссией Икэда), которое отбыло из Японии 6 февраля 1864 года (миссия вернулась в Японию 23 августа 1864 года). Мацуда был вдохновлен западной культурой, поэтому по возвращении домой он начал изучать английский язык в школе Хэпбёрна (ныне Университет Мэйдзи Гакуин).
В 1871 году, после реставрации Мэйдзи, Мацуда начал работать в Министерстве финансов благодаря своим личным связям с Иноуэ Каору. Младшая сестра Мацуды, Нагай Сигеко, сопровождала Цуда Умэко в США в ноябре 1871 года и вместе с ней посвятила свою жизнь дальнейшему образованию женщин в Японии.
Позже Мацуда служил мастером монетного двора, но ушел в отставку в 1873 году. В 1874 году Мацуда учредил в качестве вице-президента торговую компанию Senshu Kaisha в Токио при поддержке Иноуэ. В 1876 году, в возрасте 29 лет, Мацуда был назначен президентом Mitsui Trading Company (Mitsui Bussan Kaisha) и внес свой вклад в развитие дзайбацу Mitsui. Мицуи быстро стал доминирующим игроком в японском экспорте шёлковых тканей и ниток, хлопка, угля и риса, а также в импорте промышленных товаров и оружия.
Мацуда вел переговоры с Министерством промышленности о приобретении в собственность угольных шахт Миике по очень выгодной цене. В 1889 году она стала дочерней компанией Mitsui Mining Company, президентом которой стал Дан Такума. Эта компания стала ядром производственного сектора Mitsui Trading Company, а также расширилась в 1890-х годах в машиностроительной, текстильной и бумажной промышленности.
В 1900 году Мацуда создал Тайваньскую сахарную корпорацию, начав экспансию Мицуи в японские заморские колонии. К 1910-м годам Мицуи превратилась в крупнейшую торговую компанию Японии, на долю которой приходилось почти 20 % всей торговли Японии.
Мацуда формально ушёл в отставку в 1913 году и посвятил свое время японской чайной церемонии. У него были резиденции в Одавара и Камакура, где он проводил чайные церемонии. Он основал один из двух самых престижных ежегодных чакай (茶会, букв. «Чайный сбор») в Японии, куда по сей день приглашаются только экономически выдающиеся люди. В 1918 году был пожалован титулом барона (дансяку) в системе пэров кадзоку. Его сын Мацуда Таро был известным драматургом.
Мацуда умер в 1938 году, похоронен в буддийском храме Гококу-дзи в Токио.